# جورجيو موسر
جورجيو موسر (بالإيطالية: Giorgio Moser)‏ هو كاتب سيناريو ومنتج أفلام ومخرج إيطالي، ولد في 9 أكتوبر 1923 في ترينتو في إيطاليا، وتوفي في 25 سبتمبر 2004 في روما في إيطاليا.

## وصلات خارجية
- جورجيو موسر على موقع IMDb (الإنجليزية)
- جورجيو موسر على موقع أول موفي (الإنجليزية)
- جورجيو موسر على موقع قاعدة بيانات الأفلام السويدية (السويدية)
- جورجيو موسر على موقع قاعدة بيانات الفيلم (الإنجليزية)
- جورجيو موسر على موقع كينوبويسك (الروسية)